# Yersinia enterocolitica
Yersinia enterocolitica — грам-негативна бактерія роду єрсинія (Yersinia). Збудник кишкового єрсиніозу.

## Основні біологічні властивості
Рухлива паличкоподібна бактерія, що має капсулу, росте на звичайних поживних середовищах, але найкраще зростає на них при температурі від +2 до +5°С (належить до мікроорганізмів з психрофільними властивостями — від дав.-гр. ψυχρός — холодний, φιλέω — люблю), таким чином активно розмножуються при температурі побутових холодильників та зимових овочесховищ, що сприяє контамінації ерсиніями різних продуктів, особливо овочів, в процесі їхнього зберігання. Yersinia enterocolitica значно стійкі у довкіллі, гинуть при кип'ятінні, висиханні, впливу сонячного світла і дезінфекційних засобів. Пастеризація не завжди інактивує єрсинії. При загибелі виділяється ендотоксини.
Антигенні відмінності дозволяють виділити 6 біотипів та 76 серотипів збудника. Y. enterocolitica притаманна значна патогенність за допомогою різних факторів: адгезії, колонізації на поверхні кишкового епітелію, ентеротоксигенності, інвазивності й цитотоксичності, які виражені в різному ступені у різних серотипів та штамів збудника, що пояснює різноманітність клінічних форм кишкового єрсиніозу. У ентероколітичних єрсиній існують спільні загальні антигени з іншими ентеробактеріями, що може сприяти утворенню відповідних антитіл і ускладнювати серологічну діагностику. Патогенні ентероколітичні єрсинії мають гетерогенні антигени, родинні антигени різних органів і тканин, що обумовлює утворення автоантитіл і поліорганність уражень.

## Патологічна дія
Проникає у шлунково-кишковий тракт людини та уражає нижні відділи тонкої кишки, мезентеріальні лімфатичні вузли, досить часто — червоподібний відросток, спричиняючи прояви гострого апендициту. Відбувається генералізація хвороби з розвитком бактеріємії. Бактерії внаслідок дії захисних факторів частково гинуть і при цьому виділяється ендотоксин, який зумовлює ряд патологічних зрушень в організмі. У виникненні ряду ускладнень хвороби велику роль відіграє розвиток імуно-алергійного патологічного процесу.
Детальніші відомості з цієї теми ви можете знайти в статті Єрсиніоз кишковий.